# Ação revisional de contrato
Ação revisional de contrato é um tipo de demanda judicial por meio da qual o autor busca revisar determinadas cláusulas de um contrato.
Ns ações revisionais de financiamentos bancários de regra são debatidos os seguintes temas abusividade da taxa de juros remuneratórios, forma de cobrança da comissão de permanência, tabela price, capitalização, TAC, vendas casadas.
A jurisprudência tem entendido em relação ao assunto que quando a taxa de juros remuneratórios do contrato estiver fixada muito acima das taxa média de juros praticada no mercado ela pode ser reduzida para a taxa média de mercado. As taxas de mercado são auferidas mensalmente pelo Banco Central do Brasil. A comissão de permanência só pode ser cobrada pela taxa média de mercado e limitada a taxa do contrato, sendo vedada ainda a cumulação da comissão de permanência com a correção monetária.
Quanto à capitalização - cobrança de juros sobre juros - uma parte da jurisprudência entende que ela é absolutamente ilegal, outra diz que ela pode ocorrer, mas desde que esteja prevista expressamente no contrato.
A cobrança da TAC e da TEC é ilegal após 30 de abril de 2008, e poderá ser considerada ilegal se era cobrada de forma abusiva, antes desta data.
As vendas casadas são ilegais. As taxas de consórcio também podem ser limitadas se forem abusivas, de regra se determina a sua redução para 10%. O STJ em 2008 pacificou estas questões através do julgamento de um recurso especial com repercussão geral.
A sentença da ação revisional de contrato tem caráter declaratório e assim opera efeito ex tunc, não obstante existem outras cargas de eficácia na sentença, mormente quando determina o reindébito.